# Halil Kaya
Halil Kaya (1920 – 4 luglio 2000) è stato un lottatore turco, specializzato nella lotta greco-romana.

## Palmarès

### Olimpiadi
- Bronzo a Londra 1948 nei pesi gallo.